# Efraín Ríos Montt
José Efraín Ríos Montt, född 16 juni 1926 i Huehuetenango i Guatemala, död 1 april 2018 i Guatemala City i Guatemala, var en guatemalansk statsman och officer. Montt var de facto president i Guatemala mellan 1982 och 1983 under Guatemalas inbördeskrig. Ríos Montts strategier för att bekämpa den inhemska marxistiska gerillan var ytterst effektiva och bidrog till att försvaga den. Under mottot No robo, no miento, no abuso ("Jag stjäl inte, jag ljuger inte, jag missbrukar inte") introducerade Ríos Montt en omfattande antikorruptionskampanj med målet att bekämpa korruptionen i Guatemalas statsmakt och reformera samhället. Ur Montts synvinkel led Guatemala av tre problem: kronisk brist på respekt för auktoritet och förpliktelse, brist på moral och en ofullständig nationell identitet.  